# Wyatt Davis
Wyatt Davis (Rancho Palos Verdes, 17 febbraio 1999) è un giocatore di football americano statunitense che milita nel ruolo di offensive guard per i New York Giants della National Football League (NFL).

## Carriera

### Minnesota Vikings
Davis al college giocò a football a Ohio State dove fu premiato come All-American. Fu scelto nel corso del terzo giro (86º assoluto) del Draft NFL 2021 dai Minnesota Vikings. Nella sua stagione da rookie disputò 6 partite, nessuna delle quali come titolare.

## Famiglia
È il nipote del membro della Pro Football Hall of Fame Willie Davis.